# Coppa di Francia 2015 (ciclismo)
La Coppa di Francia di ciclismo 2015, ventiquattresima edizione della competizione, si svolse dal 1º febbraio al 4 ottobre 2015, in 16 eventi tutti facenti parte del circuito UCI Europe Tour 2015. Fu vinta dal francese Nacer Bouhanni della Cofidis, mentre il miglior team fu la Bretagne-Séché Environnement.

## Calendario
| Corsa | Data         | Evento                                     | Vincitore          | Squadra                      | Leader della classifica          |
| ----- | ------------ | ------------------------------------------ | ------------------ | ---------------------------- | -------------------------------- |
| 1     | 1º febbraio  | Grand Prix Cycliste La Marseillaise (2015) | Pim Ligthart       | Lotto-Soudal                 | Kenneth Vanbilsen                |
| 2     | 21 marzo     | Classic Loire-Atlantique (2015)            | Alexis Gougeard    | AG2R La Mondiale             | Alexis Gougeard                  |
| 3     | 22 marzo     | Cholet-Pays de Loire (2015)                | Pierrick Fédrigo   | Bretagne-Séché Environnement | Alexis Gougeard Pierrick Fédrigo |
| 4     | 3 aprile     | Route Adélie de Vitré (2015)               | Romain Feillu      | Bretagne-Séché Environnement | Baptiste Planckaert              |
| 5     | 5 aprile     | Parigi-Camembert (2015)                    | Julien Loubet      | Team Marseille 13-KTM        | Pierrick Fédrigo                 |
| 6     | 16 aprile    | Grand Prix de Denain (2015)                | Nacer Bouhanni     | Cofidis                      | Nacer Bouhanni                   |
| 7     | 18 aprile    | Tour du Finistère (2015)                   | Tim De Troyer      | Wanty-Groupe Gobert          | Pierrick Fédrigo                 |
| 8     | 19 aprile    | Tro-Bro Léon (2015)                        | Alexandre Geniez   | FDJ                          | Pierrick Fédrigo                 |
| 9     | 19 aprile    | La Roue Tourangelle (2015)                 | Lorenzo Manzin     | FDJ                          | Pierrick Fédrigo                 |
| 10    | 30 maggio    | Grand Prix de Plumelec-Morbihan (2015)     | Alexis Vuillermoz  | AG2R La Mondiale             | Pierrick Fédrigo                 |
| 11    | 31 maggio    | Boucles de l'Aulne (2015)                  | Alo Jakin          | Auber 93                     | Pierrick Fédrigo                 |
| 12    | 2 agosto     | La Poly Normande (2015)                    | Oliver Naesen      | Topsport Vlaanderen-Baloise  | Pierrick Fédrigo                 |
| 13    | 6 settembre  | Grand Prix de Fourmies (2015)              | Fabio Felline      | Trek Factory Racing          | Pierrick Fédrigo                 |
| 14    | 13 settembre | Tour du Doubs (2015)                       | Eduardo Sepúlveda  | Bretagne-Séché Environnement | Pierrick Fédrigo                 |
| 15    | 20 settembre | Grand Prix d'Isbergues (2015)              | Nacer Bouhanni     | Cofidis                      | Nacer Bouhanni                   |
| 16    | 4 ottobre    | Tour de Vendée (2015)                      | Christophe Laporte | Cofidis                      | Nacer Bouhanni                   |

## Classifiche

### Individuale
| Pos. | Corridore           | Squadra      | Punti |
| ---- | ------------------- | ------------ | ----- |
| 1    | Nacer Bouhanni      | Cofidis      | 178   |
| 2    | Baptiste Planckaert | Roubaix      | 172   |
| 3    | Pierrick Fédrigo    | Bretagne     | 151   |
| 4    | Samuel Dumoulin     | AG2R La M.   | 103   |
| 5    | Julien Loubet       | Marseille 13 | 91    |
| 6    | Alexandre Geniez    | FDJ          | 80    |
| 7    | Maxime Renault      | Auber 93     | 70    |
| 8    | Romain Feillu       | Bretagne     | 65    |
| 9    | Julien Simon        | Cofidis      | 63    |
| 9    | Rémy Di Grégorio    | Marseille 13 | 63    |

### Squadre
| Pos. | Costruttore                  | Punti |
| ---- | ---------------------------- | ----- |
| 1    | Bretagne-Séché Environnement | 139   |
| 2    | Auber 93                     | 126   |
| 3    | Roubaix-Lille Métropole      | 118   |
| 4    | Team Marseille 13-KTM        | 101   |
| 5    | Armée de Terre               | 95    |
| 6    | FDJ.fr                       | 88    |
| 7    | Team Europcar                | 74    |
| 8    | Cofidis                      | 68    |
| 9    | AG2R La Mondiale             | 63    |